# 1074 Beljawskya
1074 Beljawskya este un asteroid din centura principală, descoperit pe 26 ianuarie 1925, de Serghei Beliavski.